# Aphaniosoma nigrum
Aphaniosoma nigrum är en tvåvingeart som beskrevs av Ebejer 1998. Aphaniosoma nigrum ingår i släktet Aphaniosoma och familjen gulflugor. Inga underarter finns listade i Catalogue of Life.